# عقدة

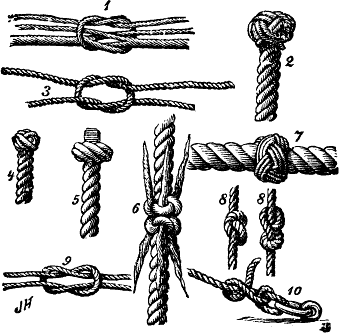
أنواع متعددة من العقد

العقدة هي إحدى طرق توثيق وتثبيت المواد لتأمين الإغلاق أو الربط بشكل جيد للمواد الخطية مثل الحبل عن طريق العقد tying أو الربط interweaving. يمكن ان تتألأف من قطعة واحدة أو قطع مستقيمة لحبال أو خيوط أو شرائط أو حتى سلاسل تلف بحيث تخلق إممكانية ربط الشيء بنفسه. تشكل العقد موضوع اهتمام قديم الأصول وشائع الاستعمال حتى ضمن الرياضيات في إطار نظرية العقد، يتم تعليمها بشكل مكثف للقطع العسكرية والكشافة.

## أنواع العقد
توجد في الكشافة عدة ربطات باستخدام الحبال وهذه الربطات هي :
- عقدة الأنشوطة: عقدة يسهل انحلالها.
- عقدة المشنقة: يتم استخدامها لشنق الأشخاص.
- عقدة الفراشة: هي ربطة عنق صغيرة.
- عقدة الوتد: تستعمل لربط الحبال بالأعمدة والأوتاد وفي إقامة القناطر والجسور وسلم الحبال وابتداء الحبك ونهايتة.
- عقدة الحطـاب : تستعمل لحزم الحطب وبداية عمل الدورة المربعة والدورة القطرية.
- عقدة الغصـن : تستعمل لانزال أغصان الشجرة وغيرها من الأشجار من أمكنه مرتفعة بطريقة يسهل لمنزلها حل العقدة التي تربط الشيء، وإعادة الحبل إليه دون مساعدة.
- عقدة التسلق: تستعمل في الهبوط من أعلى مبنى حيث يمكن لآخر فرد يصل إلى الأرض حل الحبل بشد أحد أطرافه.
- عقدة الربطة الثابتة: تستعمل لتثبيت حبل في عمود مستدير مع منع الحبل من الانزلاق أو لتثبيت حبل صغير في آخرأكبر.
- عقدة المرساة: تستعمل لشد المركب إلى قاعدة المرساة في الشواطئ، أو لربط حبل إلي جذع شجرة، أو وتد خيمة، وهي متينة لا تؤثر فيها الاهتزازات.
- عقدة سلم الإطفائي: تستعمل لصنع سلم من الحبال والعصي للتسلق وهي تصنع بسرعة وسهلة الحل.
- عقدة الحرامى: وتستخدم لربط العلم عند أنزاله ليكون جاهز للفكك عند شد طرف من الحبل.